# Sólo se muere dos veces
Sólo se muere dos veces és una pel·lícula de comèdia espanyola dirigida per Esteban Ibarretxe el 1996, coautor del guió amb el seu germà José Miguel, mentre que un altre germà, Santiago, va compondre la banda sonora.

## Argument
En una barreja de ciència-ficció i humor negre, Tete Morán és un actor mediocre que és assassinat per un actor rival, Toni Amor, per tal de prendre-li el paper en una sèrie de televisió. Com que es nega a morir continua treballant, però només li ofereixen papers de zombi. Simultàniament, Gastón Pallín, un model geperut, s’ha enamorat de la jutgessa Esmeralda Velasco. Al voltant d'aquests personatges, la Universitat Privada del rector Kramer treballa en la regeneració cel·lular per acabar amb l'envelliment.

## Repartiment
- Juan Inciarte: Tete Moran
- Álex Angulo: Gaston Pallin
- Rosana Pastor: Esmeralda Velasco
- Santiago Segura: Amilibia
- Ángel de Andrés López: Rector Kramer
- Jesús Bonilla: Salat
- Saturnino Garcia: Mort
- Andoni Ferreño: Toni Amor
- Narciso Ibáñez Menta: Dr. Kramer
- Álvaro Ordóñez: Professor Cardenal
- David Pinilla: Professor Ortega
- Susi Sánchez: Directora
- Jon Ariño: Regidor
- Gerardo Post: Productor
- Olvido Gara: Lucrecia
- Tina Sainz: Presentadora
- Aitor Mazo: Desconegut
- Andrea Guardiola: actor de telenovel·la
- Yael Barnatan: Estudiant
- Javier Garcia Prieto: Pilot
- Ricardo Goioaga: Mort

## Producció
Fou produïda per Andrés Vicente Gómez amb Sogetel i Lola Films. El seu cost va ser de 220 milions de pessetes. El 1996 va guanyar el Premi de Meliès d’Argent al XXIX Festival Internacional de Cinema Fantàstic de Sitges. I el 1997 va guanyar el premi al millor actor al Fantasporto.